# Mont Sashirui
Le mont Sashirui (サシルイ岳, Sashirui-dake) est un stratovolcan dans la péninsule de Shiretoko en Hokkaidō au nord-est du Japon.